# کوریدوراس برنزه
کوریدوراس برنزه (نام علمی: Corydoras aeneus)، که به نام‌های کوریدوراس سبز، کوریدورای لکه‌دار یا گربه‌ماهی موج‌دار نیز شناخته می‌شوند، گونه‌ای از ماهی‌های آب شیرین در خانواده گربه‌ماهی‌های زره‌دار است که اغلب به عنوان ماهی آکواریومی نگهداری می‌شود. این گونه به‌طور گسترده در آمریکای جنوبی در سمت شرقی رشته کوه‌های آند از کشور کلمبیا و ترینیداد تا حوضه خور ریو د لا پلاتا توزیع شده است. با این حال با توجه به توصیف فعلی، این گونه یک گونه پیچیده است و نیاز به یک بررسی طبقه‌بندی مجدد ضروری است. کوریدوراس برنزه در ابتدا توسط کتابدار و جانورشناس آمریکایی تئودور گیل در سال ۱۸۵۸ بر اساس نمونه ای از ترینیداد به عنوان (Hoplosoma aeneum) توصیف شد و از نظر تاریخی به عنوان (Callichthys aeneus) نیز نامیده می‌شد.
اندازه ماهی‌های بالغ نر حدود ۶٫۵ سانتیمتر و در ماده‌ها کمی بزرگتر و در حدود ۷ سانتیمتر است. بدن ماده‌ها به نسبت ناحیه شکمی بزرگترشان کمی بالاتر از مردان است. میانگین طول عمر آنها ۱۰ سال است. دارای رنگ بدنی زرد یا صورتی، شکم سفید و بالای سر و پشت آن خاکستری آبی است. باله‌های آن زرد یا صورتی و بی‌آلایش است. باله‌های پشتی، سینه‌ای و باله چربی مانند بیشتر کوریدوراس‌ها دارای یک خار تیز اضافی هستند و سم ملایمی دارند که باعث می‌شود ماهی‌هایی که سعی می‌کنند به آنها حمله کنند را نیش بزنند. یک لکه نارنجی مایل به قهوه ای معمولاً روی سر، درست قبل از باله پشتی وجود دارد و در نگاه از بالا، متمایزترین ویژگی آنها است. بدن آنها از خط کناری به بالا معمولاً به رنگ سبز است، به همین دلیل نام رایج دیگر این ماهی کوریدوراس سبز است.
آنها در آب‌های آرام و کم عمق با کف نرم یافت می‌شوند، اما در آب‌های جاری نیز زندگی می‌کنند. در زیستگاه بومی خود در آبهایی با میانگین دمایی بین ۲۵ تا ۲۸ درچه سانتیگراد، پی‌اچ بین ۶٫۰ تا ۸٫۰ و سختی ۵ تا ۱۹ DGH زندگی می‌کنند. مانند اکثر اعضای جنس کوریدوراس‌ها، این گربه‌ماهی‌سانان روش منحصر به فردی برای مقابله با محتوای کم اکسیژنی که در چنین محیط‌هایی وجود دارد، دارند. آنها علاوه بر استفاده از آبشش مانند هر ماهی دیگر، به سرعت به سطح آب می‌آیند و هوا را از طریق دهان خود می‌بلعند، این هوا از طریق دیواره روده جذب خون می‌شود و هوای اضافی از طریق دریچه خارج می‌شود. معمولاً در دسته‌های ۲۰ تا ۳۰ تایی زندگی می‌کنند. و بیشتر از کرم‌ها، سخت پوستان کف، حشرات و مواد گیاهی تغذیه می‌کند.

### تولید مثل

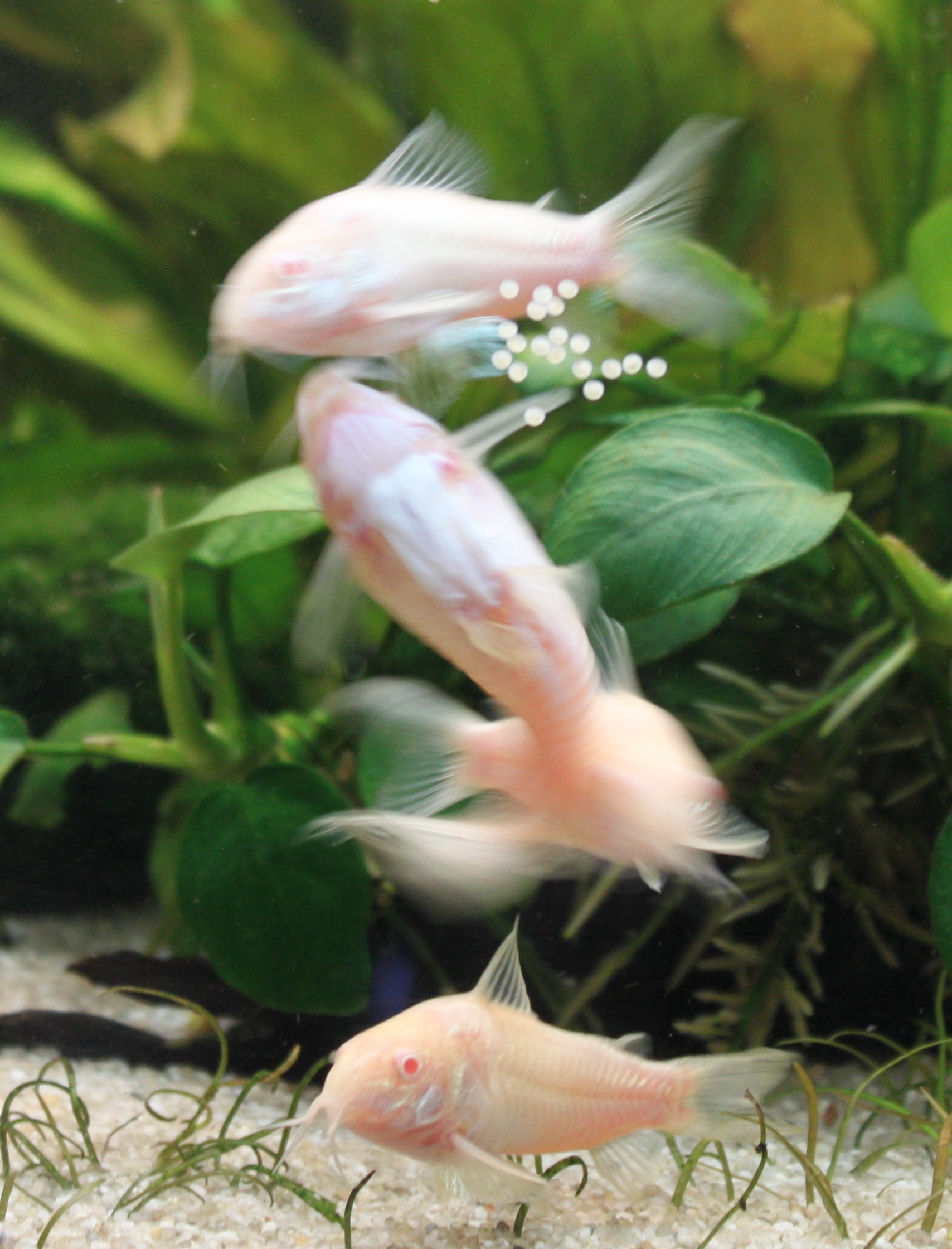
تخم‌ریزی کوریدوراس آلبینوآنئوس

تولیدمثل در این گونه با شروع فصل بارانی که باعث تغییر در پارامترهای شیمیایی آب می‌شود اتفاق می‌افتد.

## در آکواریوم
کوریدوراس‌های برنزی تقریباً محبوب‌ترین گونه کوریدوراس هستند. آنها به راحتی پرورش داده می‌شود و هر سال در مقادیر زیاد در ایالات متحده، اروپا و سنگاپور تکثیر و به سراسر جهان ارسال می‌شوند. بیشتر ماهی‌های موجود از گونه‌های پرورشی هستند.

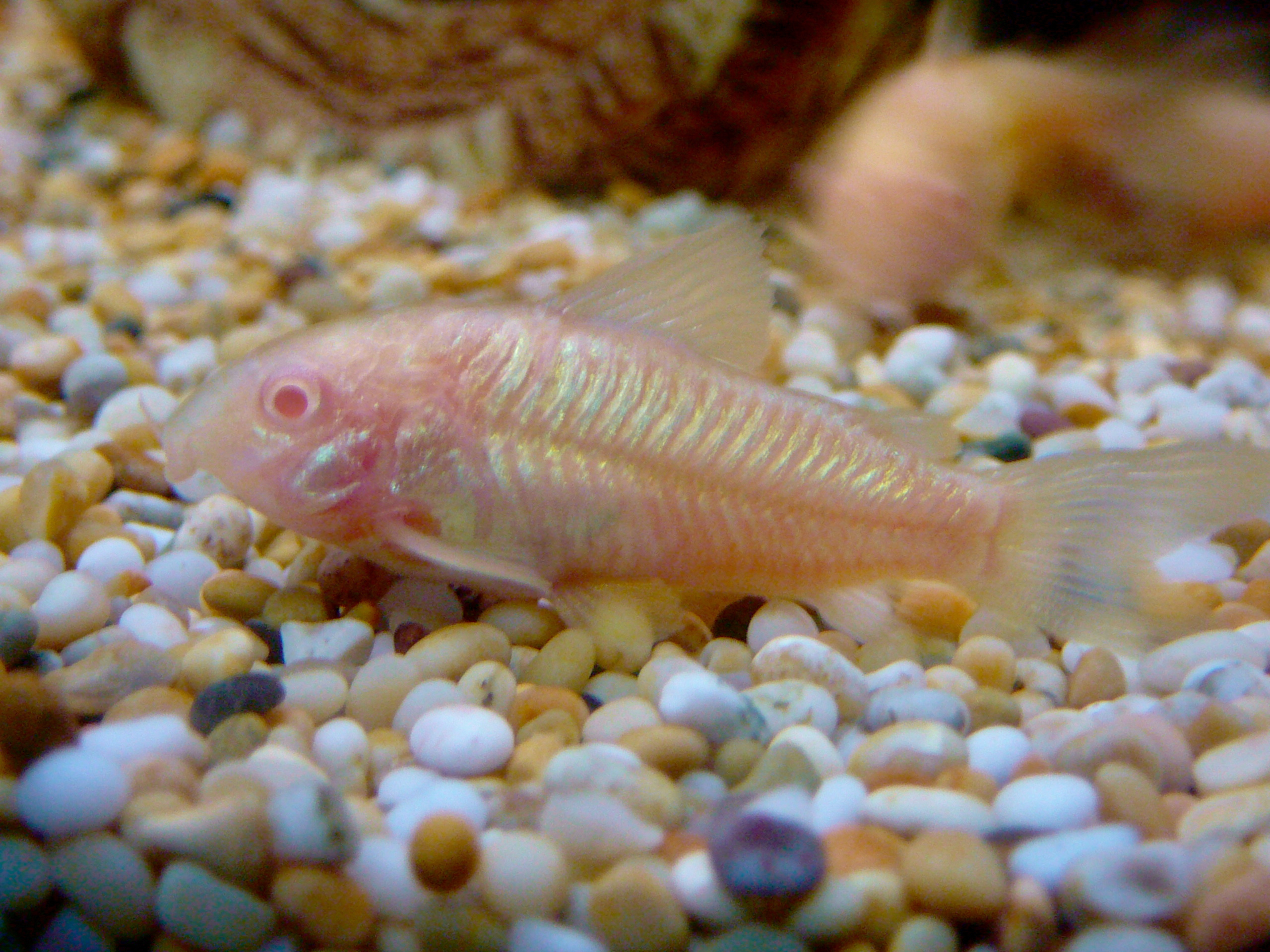
کوریدوراس آلبینو

## برای مطالعهٔ بیشتر
- Burgess, Dr. Warren E. (1987). A Complete Introduction to Corydoras and Related Catfishes. Neptune City, NJ: T.F.H. Publications. ISBN 978-0-86622-264-8.
- Zukal, Rudolf (May 1982). "Breeding Corydoras aeneus". Tropical Fish Hobbyist: 9–10.